# فرودگاه سنت ریمند-پقوت
فرودگاه سنت ریمند-پقوت (به انگلیسی: Saint-Raymond/Paquet Aerodrome) یک فرودگاه همگانی است که یک باند فرود چمن دارد و طول باند آن ۷۳۲ متر است. این فرودگاه در شهر سنت ریموند، کبک کشور کانادا قرار دارد و در ارتفاع ۱۷۷ متری از سطح دریا واقع شده است.